# German films
Das Unternehmen German Films Service + Marketing GmbH (german films) mit Sitz in München ist im Jahr 2004 aus der im Jahr 1954 gegründeten Export-Union des Deutschen Films hervorgegangen. Gesellschafter sind mehrere Verbände und Lobbyorganisationen der deutschen Filmbranche sowie staatliche Filmfödereinrichtungen mehrerer Bundesländer.
Zweck sind vor allem die Exportförderung für in Deutschland produzierte Filme und dazu die Zusammenarbeit mit den Veranstaltern von Filmfestivals, die Organisation von Gemeinschaftsständen auf internationalen Film- und Fernsehmessen, die Veranstaltung von Festivals des deutschen Films, Veröffentlichungen über das aktuelle deutsche Filmschaffen sowie die Exportberatung für deutsche Filmproduktionsgesellschaften.
Das Unternehmen ist der deutsche Vertreter im Netzwerk europäischer Filmorganisationen zur weltweiten Bewerbung des europäischen Films, der European Film Promotion.
Außerdem organisiert das Unternehmen jährlich die Wahl des deutschen Films, der in der Kategorie „Bester fremdsprachiger Film“ für den Oscar kandidiert.